# Varoš (Perušić)
Varoš je naselje u općini Perušić, Ličko-senjska županija, Republika Hrvatska.

## Povijest
Do teritorijalnog preustroja Hrvatske bio je u sastavu stare općine Gospić. Kao samostalno naselje javlja se od popisa stanovništva 2021. godine, odvajanjem od naselja Kvarte.

## Stanovništvo
Na popisu 2021. godine naselje je imalo 74 stanovnika.